# 언컨셔스
《언컨셔스》(영어: Unconscious)는 2014년 공개된 미국의 미스터리 영화이다.

## 줄거리
남자는 이전의 기억이 거의 없이 깨어난 후 아내라고 주장하는 여자의 간호를 받는다. 여자의 정체를 의심하던 남자는 집안을 뒤지다가 시체를 발견한다. 여자는 그 시체를 전남편이라고 설명한다. 여자는 충격 요법을 실시하며 고통을 끝내고 싶다면 자신에게 가족을 만들어주면 된다고 말한다.
우체부가 여자의 집을 찾았다가 지하실로 떠밀려 사망하자 형사가 조사를 시작한다. 남자는 사고 직전 뒷좌석에는 한 여자아이가, 보조 좌석에는 여자가 앉아있던 기억을 떠올리고는 그 소녀가 누구냐고 묻는다. 여자는 우리에 갇힌 한 소녀를 보여준다. 여자는 남자에게 전두엽 절제술을 실시하려 하지만 형사가 찾아오면서 중단된다.
남자는 소녀를 욕조에서 익사시키려고 하던 여자를 실신시킨다. 그러나 남자 본인도 바닥에 굴러떨어져 정신을 잃는다. 소녀는 집에서 탈출한다.
형사는 병원에서 깨어난 남자에게 소녀가 메이슨 윌리엄스라는 사람의 딸이라는 사실을 알려준다. 과거 여자의 불임 치료 비용을 대기 위해 남자와 여자가 함께 소녀를 유괴했던 것으로 드러나고, 남자는 저택에 있는 다른 시체에 대해서도 추궁 받는다.
형사가 떠나자 간호사로 변장한 여자가 찾아와 남자를 죽인다.

## 출연
- 케이트 보즈워스 - 여자 역
- 웨스 벤틀리 - 남자 역
- 올리비아 로즈 키건 - 오드리 역
- 셔쇼니 홀 - 형사 역
- 리처드 릴리 - 우체부 역
- 파트리크 보쇼 - 의사 역
- 미아 배런 - 경찰관 로저스 역

## 기타 제작진
- 총괄 제작: 재러드 베커, 케이트 보즈워스, 에릭 브레너, 앨릭스 더카발로, 그랜트 거스리, 시드니 홀랜드, 마이클 케이, 코리 라지, 앨런 파오, 제이컵 페셔닉, 게리 프리슬러